# Elizabeth Schön
Elizabeth Schön (Caracas, 30 de noviembre de 1921 - Caracas, 15 de mayo de 2007) fue una poetisa, dramaturga y ensayista venezolana. En 1994 fue galardonada con el Premio Nacional de Literatura.

## Biografía
Nació en la céntrica Parroquia Altagracia de Caracas, hija de María Luisa Ibarra del Fino y del venezolano de origen alemán Miguel Antonio Schön.  Tuvo tres hermanos: Miguel Antonio, Luisa Amelia y Olga Schön. En 1941, contrajo matrimonio con  el pionero de la radiodifusión venezolana y también libretista, publicista, fotógrafo e inventor Alfredo Cortina nacido en 1903 y de quien enviuda en 1988. No tuvieron descendencia. La quinta Ely, la casa del matrimonio, estaba ubicada en la urbanización Los Rosales, Caracas. Allí vivió Elizabeth S.chön hasta el final de sus días y fue un lugar de reunión y tertulia para escritores y artistas por muchos años. En 1953 publica su primer libro  y empieza a colaborar con el diario El Nacional como reseñista y crítica. También desarrolló una obra dramática significativa desde la década del cincuenta.   
Obtuvo el Premio Municipal de Poesía (1971) y el Premio Nacional de Literatura (1994). Fue homenajeada en la décima edición de la Semana Internacional de la Poesía de Caracas, en julio de 2003. El 31 de mayo de 2004 fue homenajeada en la Biblioteca Nacional de China, en Pekín. En 2021 fue objeto de varios homenajes por el centenario de su nacimiento. Entre ellos, la lectura de su obra más emblemática, El abuelo, la cesta y el mar, en voces de representativas figuras de la cultura venezolana.
Su poesía trata sobre temas vinculados a los valores, la filosofía, la interioridad. Su dramaturgia hace énfasis en la necesidad de la presencia del otro y se vincula al teatro del absurdo.

## Obra

### Poemarios
- La gruta venidera (1953)
- En el allá disparado desde ningún comienzo (1962)
- El abuelo, la cesta y el mar (1965)
- La cisterna insondable (1971)
- Mi aroma de lumbre (1971)
- Casi un país (1972)
- Es oír la vertiente (1973)
- Incesante aparecer (1977)
- Encendido esparcimiento (1981)
- Del antiguo labrador (1983)
- Concavidad de horizontes (1986)
- Árbol del oscuro acercamiento (1992)
- Ropaje de ceniza (1993)
- Aun el que no llega (1993)
- Campo de resurrección (1994)
- La flor, el barco, el alma (1995)
- La espada (1998)
- Antología poética (1998)
- Del río hondo aquí (2000)
- Ráfagas del establo (2002)
- Las coronas secretas de los cielos (2004)
- Visiones extraordinarias (2006)
- Luz oval (2007)

### Dramaturgia
- Intervalo (1957)
- La mudanza (1962)
- La pensión (1964)
- La aldea (1967)
- Lo importante es que nos miramos (1967)
- Al unísono (1968)
- La nube y el limpiabotas (1970)
- Melisa y el yo (1973)

### Ensayos
- La granja bella de la casa (2003)

## Premios
- Segundo Premio del Ateneo de Caracas (1956, por Intervalo)
- Premio de la Universidad del Zulia (1967, por La aldea)
- Premio Municipal de Poesía 1971
- Orden al Mérito en el Trabajo, Primera clase 1987
- Orden Andrés Bello, Primera clase 1989
- Premio Nacional de Literatura 1994